# La Magicienne
La Magicienne (títol original en francès, en català La Magicienne) és una obra dramaticomusical en cinc actes composta  per Jacques Fromental Halévy sobre un llibret en francès de Jules-Henri Vernoy de Saint-Georges. Es va estrenar el 17 de març de 1858 al Salle Le Peletier de París.
Va ser l'última òpera completada per Halévy, que va morir just quatre anys després.